# 恋するベトナム
『恋するベトナム』（こいするベトナム）は、2004年10月16日から12月11日まで朝日放送で放映された、西田尚美主演のオールベトナムロケドラマ（全10話）。
味の素が番組と連動したフォーのCMを番組放送時に放映した。なお、北海道テレビは土曜深夜1時30分～2時に遅れネットで放送していた（但しスポンサーはローカルセールス）。

## キャスト
- 三井夕子…西田尚美
- 山田一正…長谷川朝晴
- 須藤孝明…山口翔吾

ゲストキャスト
第2話
- 西村アカネ…余貴美子

第3話
- 辻原カナコ…村井美樹
- 中川まなみ…町田恭子

第4話
- 牧野友朗…綱島郷太郎

第5話
- 多岐川みどり…椎名英姫

第7話
- 勝村雅彦…國村隼

## 主題歌
アーティスト：elliott
- 主題歌…「ボクラノ未来」
- テーマソング…「鯨雲」（ストリングスヴァージョン）

## スタッフ
- プロデューサー…深沢義啓
- 脚本…森下直、横田理恵
- 監督…三原光尋
- 撮影…田中康彦
- 実景ディレクター…鐘江稔
- 協力…IPCCC ベトナム航空
- 制作協力…ASIA PRODUCTION SERVICE
- 制作著作…ABC